# Aÿ, Marne
Aÿ là một xã trong tỉnh Marne, thuộc vùng hành chính Grand Est của nước Pháp, có dân số là 4.315 người (thời điểm 1999). Trong Aÿ là trụ sở của Institut International de Champagne.

## Thông tin nhân khẩu
| 1962  | 1968  | 1975  | 1982  | 1990  | 1999  |
| ----- | ----- | ----- | ----- | ----- | ----- |
| 4.680 | 4.884 | 4.883 | 4.773 | 4.318 | 4.315 |

## Các thành phố kết nghĩa
- Besigheim, Đức
- Newton Abbot, Anh
- Quaregnon, Bỉ
- Sinalunga, Ý

## Nhân vật nổi tiếng
- René Lalique